# 金齐什
金齐什（法語：Kuntzig，法語發音：[kyntsiʃ]；洛林法兰克语：Kënzeg、Kënzech）是法国摩泽尔省的一个市镇，属于蒂永维尔区。

## 地理
金齐什（49°20'47"N, 6°14'26"E）面积4.51 平方千米，位于法国大東部大區摩泽尔省，该省份为法国东北部内陆省份，是洛林的一部分，西南接默尔特-摩泽尔省，东临下莱茵省，北与卢森堡和德国接壤。
与金齐什接壤的市镇（或旧市镇、城区）包括：迪斯特罗夫、下阿姆、瓦尔梅斯特罗夫、于茨、斯蒂康日。
金齐什的时区为UTC+01:00、UTC+02:00（夏令时）。

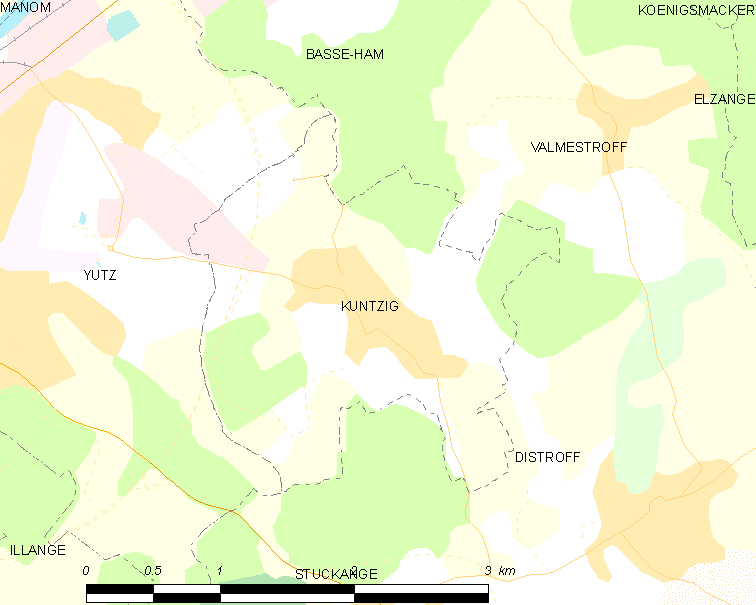
金齐什的OSM定位图

## 行政
金齐什的邮政编码为57970，INSEE市镇编码为57372。

## 政治
金齐什所属的省级选区为梅采维斯县。

## 人口

1962-2008年间金齐什人口变化图示

金齐什于2022年1月1日时的人口数量为1365人。